# Metopomuscopteryx fatigantis
Metopomuscopteryx fatigantis är en tvåvingeart som beskrevs av Henry J. Reinhard 1958. Metopomuscopteryx fatigantis ingår i släktet Metopomuscopteryx och familjen parasitflugor.
Artens utbredningsområde är Kalifornien. Inga underarter finns listade i Catalogue of Life.